# Rennequin Sualem
Rennequin Sualem (a veces escrito Renkin Sualem, o también Samuel Rennequin en francés) (29 de enero de 1645 - 29 de julio de 1708) fue un maestro carpintero y mecánico originario de Lieja, diseñador de la máquina de Marly en el río Sena que sirvió para abastecer de agua a los jardines de los palacios de Marly y de Versalles. Su lápida, con un largo epitafio, se encuentra en la iglesia de Bougival.

## Semblanza

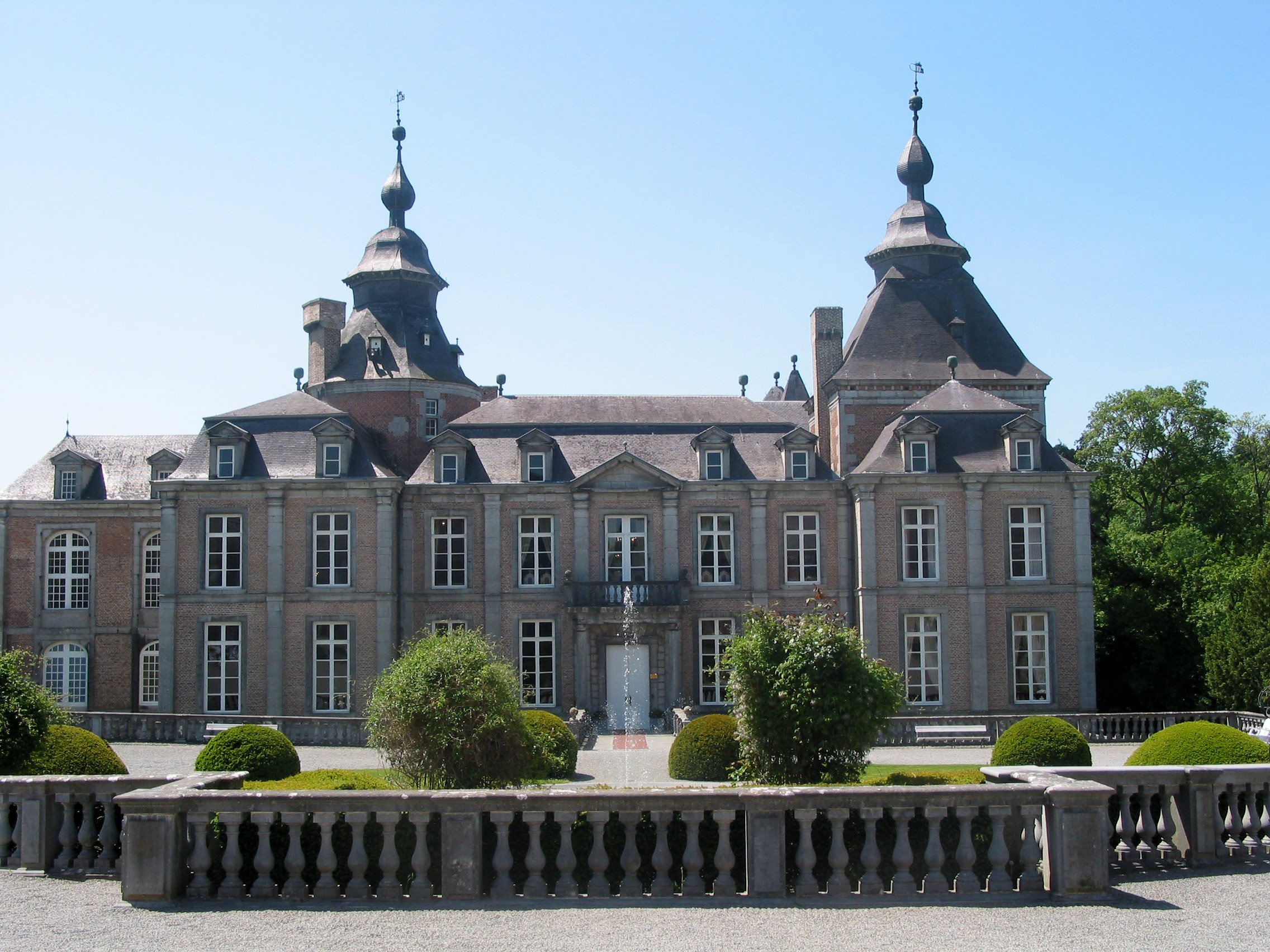
Fuente en el patio del Palacio de Modave

Sualem nació en 1645 en Jemeppe-sur-Meuse (actualmente Bélgica). Era hijo de Renard Sualem, un maestro carpintero de Lieja que poseía una participación en una mina de carbón en la región, y de Catherine David.
Hacia 1668 construyó en Modave una máquina hidráulica destinada a elevar hasta el patio del palacio del Conde de Marchin, las aguas que corrían aproximadamente 50 metros por debajo.

### La máquina de Marly

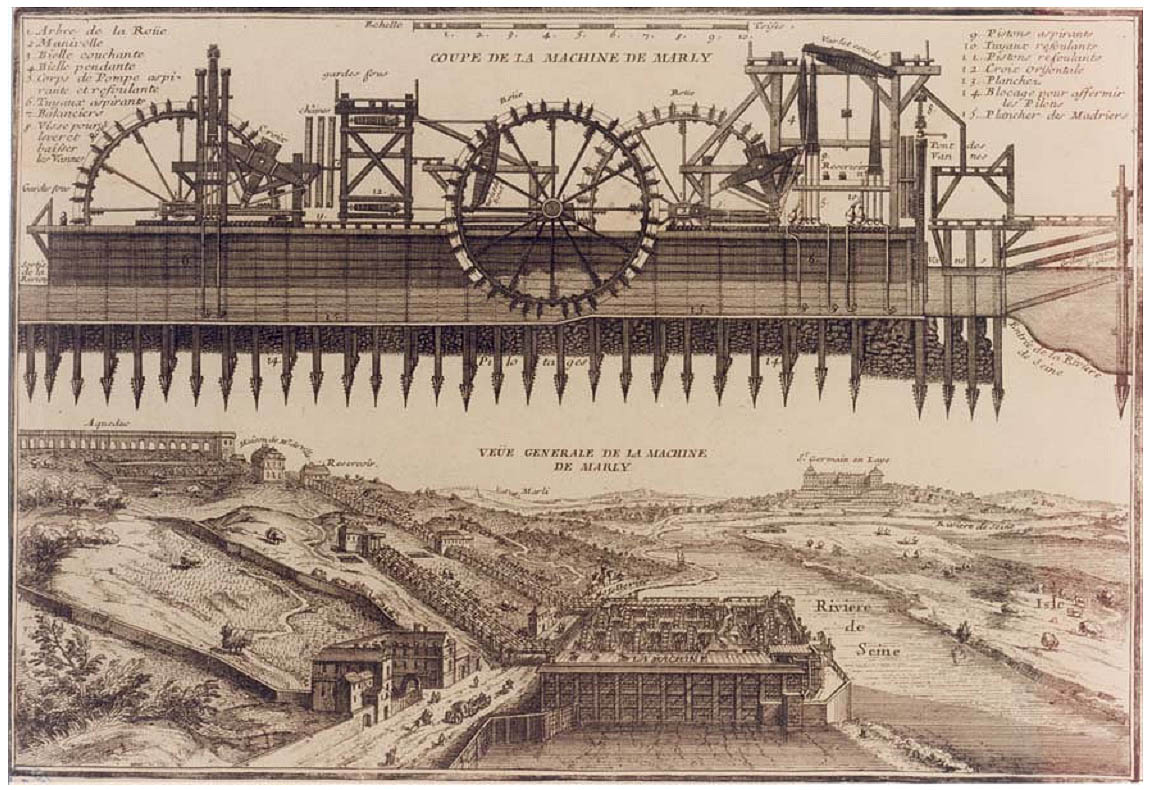
La máquina de Marly

Arnold de Ville, un burgués de Lieja que administraba la finca Modave, llegó a París para trabajar para el que sería Luis II, y diseñó un primer sistema de bombeo en Saint-Maur. Joven ambicioso, le propuso al rey un proyecto de bomba para elevar el agua desde el río Sena al palacio de Val en el bosque de Saint-Germain, máquina que fabricó según los planos de Rennequin Sualem. El éxito de este proyecto le permitió entonces ofrecer al rey una bomba más grande en el Sena para abastecer de agua a los jardines de Versalles, una de las preocupaciones constantes del soberano. Este será el origen de la máquina de Marly, una bomba monumental sobre el Sena situada entre Bougival y Port-Marly.
Arnold de Ville contrató a los hermanos Rennequin y Paulus Sualem para el diseño y la construcción de la gigantesca obra hidráulica.
El sistema de bombeo constaba de 14 ruedas para elevar el agua salvando un desnivel de 163 metros con el fin de abastecer a los numerosos estanques y fuentes del palacio de Marly y del parque de Versalles. Construida en menos de cuatro años, la máquina de Marly inicialmente bombeaba 6000 m3 de agua por día.
Luis XIV, que premiaba generosamente las muestras de talento, los servicios y las empresas útiles o perfeccionadas, dio a Arnold de Ville una gratificación de cien mil libras francesas, una pensión anual de seis mil, y la dirección de la máquina con un salario anual también de seis mil libras. Además, le concedió a Rennequin Sualem una pensión de mil quinientas libras y el derecho a habitar en el cuarto de máquinas, y más adelante se proporcionó comida y alojamiento para su viuda.
"Se dice que el Rey Sol, asombrado por la audacia de la construcción de estas máquinas que produjeron una sensación tan prodigiosa en el gran siglo, le preguntó a Renkin-Sualem: "¿Cómo -dijo Luis XIV al modesto artesano de Jemeppe- lograste tal cosa?" - "Tot tusant, Sire". (que significa "pensando mucho, Sire"; Renkin-Sualem hablaba solo valón).
Se suele considerar que Sualem era analfabeto, pero solo se conoce con certeza que no sabía firmar, dado que un contrato de suministro firmado con los hermanos Cox, sus primos de Lieja, lo firmó simplemente con una cruz. Esta apreciación también puede estar relacionada con la rivalidad entre Sualem y Arnold de Ville acerca de la autoría de la máquina de Marly, dado que su presunta condición de analfabeto rebajaría a Sualem al papel de mero ejecutor de la construcción de la máquina que habría diseñado de Ville. Sin embargo, en la actualidad se considera a Arnold de Ville más como el empresario y a Sualem como el diseñador/fabricante.
Rennequin Sualem está enterrado en la iglesia de Bougival. Sus descendientes añadieron la siguiente inscripción en su lápida: “Aquí yace gente honorable, sieur Rennequin Sualem, único inventor de la máquina de Marly".

## Reconocimientos
Algunas calles e instituciones de Francia y Bélgica llevan su nombre:
- El Quai Rennequin-Sualem en Bougival
- La Rue Rennequin de París
- La Rue Rennequin Sualem, en Jemeppe-sur-Meuse
- La Escuela Superior Rennequin Sualem de Lieja
- La Rue Rennequin-Sualem, también de Lieja